# Saint-Louis-du-Ha! Ha!
Saint-Louis-du-Ha! Ha! – parafia w Kanadzie, w prowincji Quebec, w regionie Bas-Saint-Laurent i MRC Témiscouata.
Pochodzenie członu „Ha! Ha!” w nazwie parafii zawsze stanowiło obiekt sporów. Popularna stała się m.in. teoria mówiąca, że sformułowanie to było wyrażeniem podziwu przybyłych tu osadników nad pięknem jeziora Témiscouata. W rzeczywistości nie jest to jednak zwykła onomatopeja, a starofrancuski archaizm, gdyż słowo haha oznaczało dawniej niespodziewaną przeszkodę na drodze. 
Jest to jedna z dwóch miejscowości na świecie z wykrzyknikiem w nazwie, druga to Westward Ho! w Anglii. Człon „Ha! Ha!” występuje również m.in. w nazwie rzeki i zatoki w regionie Saguenay–Lac-Saint-Jean.
Liczba mieszkańców gminy Saint-Louis-du-Ha! Ha! wynosi 1 348. Język francuski jest językiem ojczystym dla 97,6%, angielski dla 0% mieszkańców (2006).